# Hunter Hillenmeyer
Hunter Taverner Hillenmeyer (født 28. oktober 1980 i Nashville, Tennessee, USA) er en tidligere amerikansk footballspiller, der spillede i NFL som linebacker for Chicago Bears. Han spillede hele sin karriere hos Bears, fra 2003 til 2010.

## Klubber
- 2003-2010: Chicago Bears